# Stazione di Ponte d’Adda
Stazione di Ponte d'Adda vasútállomás Olaszországban, Lombardia régióban, Pizzighettone településen.

## Vasútvonalak
Az állomást az alábbi vasútvonalak érintik:
- Pavia–Mantua-vasútvonal

## Kapcsolódó állomások
A vasútállomáshoz az alábbi állomások vannak a legközelebb:
- Stazione di Acquanegra Cremonese
- Stazione di Pizzighettone